# Kateřina Bucková
Kateřina Bucková est une ancienne joueuse tchèque de volley-ball née le 28 avril 1978 à Náchod (Région de Hradec Králové). Elle mesure 1,90 m (6′ 3″) et joue au poste de centrale.

## Clubs
| Club                     | Pays               | De        | À         |
| ------------------------ | ------------------ | --------- | --------- |
| NH Ostrava               | République tchèque |           | 1998-1999 |
| RC Cannes                | France             | 1999-2000 | 2004-2005 |
| Alfieri Volley Santeramo | Italie             | 2005-2006 | 2005-2006 |
| Megius Volley Padoue     | Italie             | 2006-2007 | 2006-2007 |
| Yamamay Busto Arsizio    | Italie             | 2007-2008 | déc 2008  |
| RC Cannes                | France             | 2009-2010 | 2009-2010 |
| Le Cannet-Rocheville     | France             | 2010-2011 | 2011-2012 |

## Palmarès

### Club
- Ligue des champions (2)
  - Vainqueur : 2002, 2003
- Championnat de France (7)
  - Vainqueur : 2000, 2001, 2002, 2003, 2004, 2005, 2010
- Coupe de France (6)
  - Vainqueur : 2000, 2001, 2003, 2004, 2005, 2010
  - Finaliste : 2002, 2011
- Tournoi de la Ligue (3)
  - Vainqueur : 2000, 2001, 2003

### Équipe nationale
- Championnat d'Europe
  - Médaille de bronze :  1997.

### Récompenses individuelles
- Ligue des champions de volley-ball féminin 2001-2002 : Meilleure contreuse.

### Distinctions personnelles
- Élue meilleure joueuse Tchèque de l'année 2003 par la Fédération Tchèque de Volley-Ball (tableau des distinctions)
- Sélection dans l'équipe "Reste du Monde" du All Star Game lega pallavolo femminile 2005-2006
- Sélection dans l'équipe "Reste du Monde" du All Star Game lega pallavolo femminile 2006-2007